# Монастырисская городская община
Мельнице-Подольская поселковая община (укр. Монастириська міська громада) — территориальная община в Чортковском районе Тернопольской области Украины.
Административный центр — город Монастыриска.
Население составляет 27176 человек. Площадь — 469,9 км².
В соответствии с распоряжением Кабинета Министров Украины от 12 июня 2020 года, в состав общины вошла территория Монастырисского городского совета, а также Бертниковского, Велесневского, Высокского, Гончаровского, Горишнеслободского, Горожанского, Гранитненского, Григоровского, Доброводовского, Дубенковского, Завадовского, Задаровского, Ковалевского, Комаровского, Красиевского, Криницкого, Лазаревского, Лядского, Олешевского, Подлеснянского, Тростянецкого, Устье-Зеленского, Чеховского, Швейковского и Яргоровского сельских советов упразднённого Монастырисского района.

## Населённые пункты
В состав общины входят 1 город и 39 сёл:
- Город Монастыриска
- Бертниковский старостинский округ:
  - Бертники
  - Чехов
- Высокский старостинский округ:
  - Высокое
- Гончаровский старостинский округ:
  - Гончаровка
- Горишнеслободский старостинский округ:
  - Горишняя Слободка
  - Новая Гута
  - Редколесье
- Горожанский старостинский округ:
  - Горожанка
  - Подлесное
  - Саджевка
- Григоровский старостинский округ:
  - Григоров
  - Олеша
  - Савелевка
- Дубенковский старостинский округ:
  - Велеснев
  - Дубенка
  - Залесье
- Завадовский старостинский округ:
  - Завадовка
  - Коржова
  - Маркова
- Задаровский старостинский округ:
  - Задаров
  - Красиев
  - Сеньков
- Ковалевский старостинский округ:
  - Доброводы
  - Ковалевка
- Лазаревский старостинский округ:
  - Бобровники
  - Затишное
  - Криница
  - Комаровка
  - Лазаревка
- Лядский старостинский округ:
  - Лядское
  - Низколизы
- Устье-Зеленский старостинский округ:
  - Лука
  - Межгорье
  - Тростянцы
  - Устье-Зелёное
- Швейковский старостинский округ:
  - Заставцы
  - Швейков
- Яргоровский старостинский округ:
  - Гранитное
  - Яргоров